# يابلتشكا

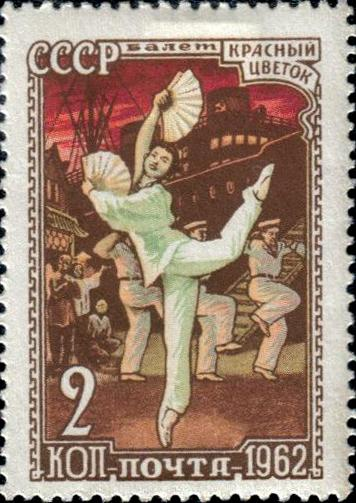
طابع بريد سوفييتي يصور بحارة يرقصون رقصة يابلتشكا في باليه "الخشخاش الأحمر"

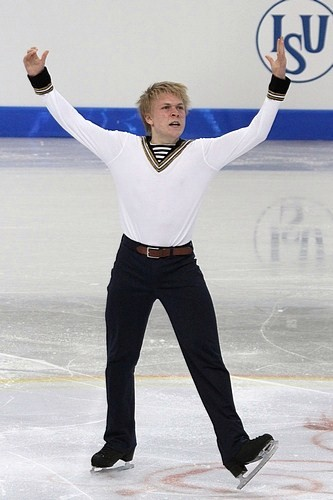
المتزلج السويدي ماركوس بيورك يقدم رقصة البحار الروسية في بطولة الشباب عام 2012

يابلتشكا (بالروسية: Яблочко)‏ وتعني حرفيًّا «التفاحة الصغيرة» هي لحن ورقصة شعبية روسية من طراز "كاستوشكا" [الإنجليزية]، تُقدّم عادة على أنها رقصة بحّارة.
ظهرت النسخة المصممة للرقص لأول مرة في عام 1926 في باليه الخشخاش الأحمر [الإنجليزية] للموسيقي السوفييتي راينهولد غليير [الإنجليزية]، وعرفت بعدها في الغرب برقصة البحارة الروس.
لا توجد في الواقع أغنية واحدة بهذا الاسم، بل عدة نصوص مختلفة تشترك في اللحن واللازمة التي تبدأ بعبارة «إيخ يابلتشكا» (أيتها التفاحة الصغيرة!) (بالروسية: Эх, яблочко)‏، وفي بعض الصيغ "إلى أين تتدحرجين أيتها التفاحة الصغيرة؟"، حسب القافية اللاحقة. وقد انتشر عدد كبير من الأغنيات على هذا اللحن خلال فترة الحرب الأهلية الروسية لدى كل الأطراف المتنازعة، الأحمر والأسود والأبيض.
الأغنية نفسها لا علاقة لها بالتفاح، بل ارتبطت نصوصها دومًا بالقضايا السياسية الراهنة.

## روابط خارجية
- رقصة البحارة الروس في باليه الخشخاش الأحمر، على موقع يوتيوب
- رقصة يابلوتشكو في باليه إيغور مويسيف، على موقع يوتيوب